# Distretto di Korsun'-Ševčenkivs'kyj
Il distretto di Korsun'-Ševčenkivs'kyj' (in ucraino Корсунь-Шевченківський район?) era un distretto (rajon) dell'Ucraina, situato nell'oblast' di Čerkasy. Il suo capoluogo era Korsun'-Ševčenkivs'kyj. È stato soppresso con la riforma amministrativa del 2020.